# Resultados do Carnaval de Canoas
Resultados do carnaval de Canoas.

## 1956
| Escola              | Escola               | Escola |
| Colocação           | Escola               | Ref.   |
| ------------------- | -------------------- | ------ |
| 1º                  | Clube da Flecha      | [ 1 ]  |
| Blocos              |                      |        |
| Colocação           | Bloco                | Ref.   |
| 1º                  | Marinheiros do Samba | [ 1 ]  |
| Blocos humorísticos |                      |        |
| Colocação           | Bloco                | Ref.   |
| 1º                  | EC Oriente           | [ 1 ]  |

## 1957
| Escola              | Escola               | Escola |
| Colocação           | Escola               | Ref.   |
| ------------------- | -------------------- | ------ |
| 1º                  | Clube da Flecha      | [ 1 ]  |
| Blocos              |                      |        |
| Colocação           | Bloco                | Ref.   |
| 1º                  | Marinheiros do Samba | [ 1 ]  |
| Blocos humorísticos |                      |        |
| Colocação           | Bloco                | Ref.   |
| 1º                  | Fugitivos do Além    | [ 1 ]  |

## 1976
| Colocação | Escola                                  | Pontos | Ref.  |
| --------- | --------------------------------------- | ------ | ----- |
| 1º        | Os Tártaros                             | 73,6   | [ 1 ] |
| 2º        | Nós os catedráticos                     | 63,5   | [ 1 ] |
| 3º        | Mocidade Independente do Vale dos Sinos | 61,8   | [ 1 ] |
| 4º        | Associação Atlética Arco-Íris           | 42,5   | [ 1 ] |

## 1987 Á 1992
| Colocação | Escola                 | Pontos | Ref.  |
| --------- | ---------------------- | ------ | ----- |
| 1º        | Juventude Independente | 93,6   | [ 1 ] |
| 2º        | Os Tártaros            | 63,5   | [ 1 ] |
| 3º        | Unidos do Guajuviras   | 61,8   | [ 1 ] |
| 4º        |                        |        | [ 1 ] |
| 42,5      |                        |        |       |

## 2003
| Colocação | Escola                | Ref.  |
| --------- | --------------------- | ----- |
| 1º        | Unidos do Guajuviras  | [ 2 ] |
| 2º        | Acadêmicos de Niterói | [ 2 ] |

## 2004
| Colocação | Escola                       | Pontos | Ref.  |
| --------- | ---------------------------- | ------ | ----- |
| 1º        | Acadêmicos de Niterói        | 79,5   | [ 3 ] |
| 2º        | Nossas Raízes                | 74,5   | [ 3 ] |
| 3º        | Unidos do Guajuviras         | 69     | [ 3 ] |
| 4º        | Imperatriz da Grande Niterói | 67,5   | [ 3 ] |
| 5º        | Nenê da Harmonia             | 58     | [ 3 ] |

## 2005
| Colocação | Escola                       | Ref.  |
| --------- | ---------------------------- | ----- |
| 1º        | Unidos do Guajuviras         | [ 4 ] |
| 2º        | Acadêmicos de Niterói        | [ 4 ] |
| 3º        | Nossas Raízes                | [ 4 ] |
| 4º        | Nenê da Harmonia             | [ 4 ] |
| 5º        | Império da Mathias           | [ 4 ] |
| 6º        | Imperatriz da Grande Niterói | [ 4 ] |

## 2006
| Colocação | Escola                | Ref.  |
| --------- | --------------------- | ----- |
| 1º        | Acadêmicos de Niterói | [ 5 ] |
| 2º        | Nossas Raízes         | [ 5 ] |
| 3º        | Unidos do Guajuviras  | [ 5 ] |

## 2007
| Colocação | Escola                | Pontos | Ref.  |
| --------- | --------------------- | ------ | ----- |
| 1º        | Acadêmicos de Niterói | 89,5   | [ 6 ] |
| 2º        | Nossas Raízes         | 89     | [ 6 ] |
| 3º        | Unidos do Guajuviras  | 87     | [ 6 ] |

## 2008
| Colocação | Escola                       | Pontos | Ref.  |
| --------- | ---------------------------- | ------ | ----- |
| 1º        | Nossas Raízes                | 89     | [ 7 ] |
| 2º        | Unidos do Guajuviras         | 82,7   | [ 7 ] |
| 3º        | Império da Mathias           | 77,1   | [ 7 ] |
| 4º        | Estado Maior da Rio Branco   | 75     | [ 7 ] |
| 5º        | Nenê da Harmonia             | 73,7   | [ 7 ] |
| 6º        | Rosa Dourada                 | 73,4   | [ 7 ] |
| 7º        | Imperatriz da Grande Niterói | 71,9   | [ 7 ] |

## 2009
| Colocação | Escola                       | Ref.  |
| --------- | ---------------------------- | ----- |
| 1º        | Nossas Raízes                | [ 8 ] |
| 2º        | Rosa Dourada                 | [ 8 ] |
| 3º        | Os Tártaros                  | [ 8 ] |
| 4º        | Guardiões da Bom Sucesso     | [ 8 ] |
| 5º        | Nenê da Harmonia             | [ 8 ] |
| 6º        | Imperatriz da Grande Niterói | [ 8 ] |
| 7º        | Estado Maior da Rio Branco   | [ 8 ] |
| 8º        | Império da Mathias           | [ 8 ] |
| 9º        | Unidos do Guajuviras         | [ 8 ] |

## 2010
Escolas de samba
| Colocação | Escola                       | Pontos | Ref.  |
| --------- | ---------------------------- | ------ | ----- |
| 1º        | Nossas Raízes                | 173,4  | [ 9 ] |
| 2º        | Unidos do Guajuviras         | 168,9  | [ 9 ] |
| 3º        | Os Tártaros                  | 168,9  | [ 9 ] |
| 4º        | Nenê da Harmonia             | 163    | [ 9 ] |
| 5º        | Imperatriz da Grande Niterói | 162,8  | [ 9 ] |
| 6º        | Rosa Dourada                 | 162,4  | [ 9 ] |
| 7º        | Guardiões da Bom Sucesso     | 150,9  | [ 9 ] |
| 8º        | Estado Maior da Rio Branco   | 148,8  | [ 9 ] |
| 9º        | Império da Mathias           | 137,3  | [ 9 ] |

Blocos
| Colocação | Bloco                           | Ref.  |
| --------- | ------------------------------- | ----- |
| 1º        | Acadêmicos da Grande Rio Branco | [ 9 ] |
| 2º        | Ases do Ritmo                   | [ 9 ] |
| 3º        | Aquarela do Samba               | [ 9 ] |
| 4º        | Império Kilombola               | [ 9 ] |

## 2011
| Colocação | Escola                          | Pontos | Nota       | Ref.          |
| --------- | ------------------------------- | ------ | ---------- | ------------- |
| 1º        | Acadêmicos da Grande Rio Branco | 176,6  |            | [ 10 ] [ 11 ] |
| 2º        | Nossas Raízes                   | 175,7  |            | [ 10 ] [ 11 ] |
| 3º        | Os Tártaros                     | 174,6  |            | [ 10 ] [ 12 ] |
| 3º        | Rosa Dourada                    | 174,6  |            | [ 10 ] [ 12 ] |
| 4º        | Nenê da Harmonia                | 174,5  |            | [ 10 ] [ 12 ] |
| 5º        | Imperatriz da Grande Niterói    | 165,2  |            | [ 10 ] [ 12 ] |
| 6º        | Guardiões da Bom Sucesso        | 162,9  |            | [ 10 ] [ 12 ] |
| 7º        | Império da Mathias              | 153,1  | Rebaixadas | [ 10 ] [ 12 ] |
| 8º        | Estado Maior da Rio Branco      | 152,2  | Rebaixadas | [ 10 ] [ 12 ] |
| 9º        | Unidos do Guajuviras            | 150,8  | Rebaixadas | [ 10 ] [ 12 ] |

## 2012
Escolas de samba
| Grupo Especial  | Grupo Especial                  | Grupo Especial | Grupo Especial | Grupo Especial |
| Colocação       | Escola                          | Pontos         | Nota           | Ref.           |
| --------------- | ------------------------------- | -------------- | -------------- | -------------- |
| 1º              | Nossas Raízes                   | 168,6          |                | [ 13 ]         |
| 2º              | Acadêmicos da Grande Rio Branco | 167,8          |                | [ 13 ]         |
| 3º              | Rosa Dourada                    | 163,2          |                | [ 13 ]         |
| 4º              | Os Tártaros                     | 162,6          |                | [ 13 ]         |
| 5º              | Imperatriz da Grande Niterói    | 160,2          |                | [ 13 ]         |
| 6º              | Guardiões da Bom Sucesso        | 158,2          | Rebaixadas     | [ 13 ] [ 14 ]  |
| 7º              | Nenê da Harmonia                | 155,3          | Rebaixadas     | [ 13 ] [ 14 ]  |
| Grupo de acesso |                                 |                |                |                |
| Colocação       | Escola                          | Pontos         | Nota           | Ref.           |
| 1º              | Unidos do Guajuviras            | 164,9          | Promovida      | [ 13 ]         |
| 2º              | Império da Mathias              | 158,2          |                | [ 13 ]         |
| 3º              | Estado Maior da Rio Branco      | 133,5          |                | [ 13 ]         |

Blocos
| Colocação | Bloco             | Pontos | Ref.   |
| --------- | ----------------- | ------ | ------ |
| 1º        | Aquarela do Samba | 175    | [ 13 ] |
| 2º        | Ases do Ritmo     | 68,5   | [ 13 ] |

## 2013
Escolas de samba
| Grupo Especial  | Grupo Especial                  | Grupo Especial | Grupo Especial | Grupo Especial |
| Colocação       | Escola                          | Pontos         | Nota           | Ref.           |
| --------------- | ------------------------------- | -------------- | -------------- | -------------- |
| 1º              | Rosa Dourada                    | 177,1          |                | [ 15 ] [ 16 ]  |
| 2º              | Acadêmicos da Grande Rio Branco | 176,4          |                | [ 15 ] [ 16 ]  |
| 3º              | Os Tártaros                     | 175,7          |                | [ 15 ] [ 16 ]  |
| 4º              | Nossas Raízes                   | 175,1          |                | [ 15 ] [ 16 ]  |
| 5º              | Acadêmicos de Niterói           | 173,6          |                | [ 15 ] [ 16 ]  |
| 6º              | Imperatriz da Grande Niterói    | 171,8          | Rebaixadas     | [ 15 ] [ 16 ]  |
| 7º              | Unidos do Guajuviras            | *              | Rebaixadas     | [ 15 ] [ 16 ]  |
| Grupo de acesso |                                 |                |                |                |
| Colocação       | Escola                          | Pontos         | Nota           | Ref.           |
| 1º              | Império da Mathias              | 174            | Promovida      | [ 15 ]         |
| 2º              | Pérola Negra                    | 170,9          |                | [ 15 ]         |
| 3º              | Nenê da Harmonia                | 166,2          |                | [ 15 ]         |
| 4º              | Guardiões da Bom Sucesso        | 165,4          |                | [ 15 ]         |
| 5º              | Estado Maior da Rio Branco      | 140,8          |                | [ 15 ]         |

Blocos
| Colocação | Bloco             | Pontos | Ref.   |
| --------- | ----------------- | ------ | ------ |
| 1º        | Aquarela do Samba | 149,7  | [ 15 ] |
| 2º        | Ases do Ritmo     | 145,1  | [ 15 ] |

## 2014
Escolas de samba
| Grupo Especial  | Grupo Especial                  | Grupo Especial | Grupo Especial | Grupo Especial |
| Colocação       | Escola                          | Pontos         | Nota           | Ref.           |
| --------------- | ------------------------------- | -------------- | -------------- | -------------- |
| 1º              | Rosa Dourada                    | 178,8          |                | [ 17 ] [ 18 ]  |
| 2º              | Acadêmicos de Niterói           | 178,3          |                | [ 17 ] [ 18 ]  |
| 3º              | Acadêmicos da Grande Rio Branco | 177,8          |                | [ 17 ] [ 18 ]  |
| 4º              | Nossas Raízes                   | 177,6          |                | [ 17 ] [ 18 ]  |
| 5º              | Os Tártaros                     | 177            |                | [ 17 ] [ 18 ]  |
| 6º              | Império da Mathias              | 175,8          | Rebaixada      | [ 17 ] [ 18 ]  |
| Grupo de acesso |                                 |                |                |                |
| Colocação       | Escola                          | Pontos         | Nota           | Ref.           |
| 1º              | Unidos do Guajuviras            | 179,5          | Promovida      | [ 17 ] [ 18 ]  |
| 2º              | Pérola Negra                    | 177,4          |                | [ 17 ] [ 18 ]  |
| 3º              | Imperatriz da Grande Niterói    | 175,3          |                | [ 17 ] [ 18 ]  |
| 4º              | Guardiões da Bom Sucesso        | 173,3          |                | [ 17 ] [ 18 ]  |
| 5º              | Nenê da Harmonia                | 172,4          |                | [ 17 ] [ 18 ]  |
| 6º              | Estado Maior da Rio Branco      | 105,6          |                | [ 17 ] [ 18 ]  |

## 2015
Não ocorreu concurso. Foram realizados desfiles em dois bairros da cidade sem avaliação.

## 2016
| Grupo Especial  | Grupo Especial               | Grupo Especial | Grupo Especial | Grupo Especial |
| Colocação       | Escola                       | Pontos         | Nota           | Ref.           |
| --------------- | ---------------------------- | -------------- | -------------- | -------------- |
| 1º              | Acadêmicos de Niterói        | 178,9          |                | [ 20 ] [ 21 ]  |
| 2º              | Nossas Raízes                | 178,4          |                | [ 20 ] [ 21 ]  |
| 3º              | Rosa Dourada                 | 176,9          |                | [ 20 ] [ 21 ]  |
| 4º              | Os Tártaros                  | 163,7          |                | [ 20 ] [ 21 ]  |
| 5º              | Unidos do Guajuviras         | 161,1          | Rebaixada      | [ 20 ] [ 21 ]  |
| Grupo de acesso |                              |                |                |                |
| Colocação       | Escola                       | Pontos         | Nota           | Ref.           |
| 1º              | Nenê da Harmonia             | 179,5          | Promovida      | [ 20 ] [ 21 ]  |
| 2º              | Pérola Negra                 | 174,9          |                | [ 20 ] [ 21 ]  |
| 3º              | Império da Mathias           | 172,7          |                | [ 20 ] [ 21 ]  |
| 4º              | Aquarela do Samba            | 169,3          |                | [ 20 ] [ 21 ]  |
| 5º              | Imperatriz da Grande Niterói | 168,4          |                | [ 20 ] [ 21 ]  |

## 2018
| Grupo Especial  | Grupo Especial       | Grupo Especial | Grupo Especial | Grupo Especial |
| Colocação       | Escola               | Pontos         | Nota           | Ref.           |
| --------------- | -------------------- | -------------- | -------------- | -------------- |
| 1º              | Nenê da Harmonia     | 158,6          |                | [ 22 ]         |
| 2º              | Rosa Dourada         | 157,9          |                | [ 22 ]         |
| 3º              | Nossas Raízes        | 150,03         |                | [ 22 ]         |
| 4º              | Unidos do Guajuviras | 145,7          |                | [ 22 ]         |
| 5º              | Os Tártaros          | 142,7          |                | [ 22 ]         |
| Grupo de acesso |                      |                |                |                |
| Colocação       | Escola               | Pontos         | Nota           | Ref.           |
| 1º              | Os Soares            | 158,4          | Promovida      | [ 22 ]         |
| 2º              | Pérola Negra         | 139,2          |                | [ 22 ]         |
| 3º              | Império da Mathias   | 136,3          |                | [ 22 ]         |
| 4º              | Aquarela do Samba    | 134,9          |                | [ 22 ]         |